# Huiliches (departamento)
Huiliches é um departamento da Argentina, localizado na província de Neuquén.